# Haltérophilie aux Jeux olympiques d'été de 2020 - Plus de 109 kg hommes
Navigation
Rio 2016 Paris 2024
L'épreuve des plus de 109 kg hommes  en haltérophilie des Jeux olympiques d'été de 2020 a eu lieu le 4 août 2021 au Tokyo International Forum.

## Records
Avant cette compétition, les records dans cette discipline étaient :
| Record du monde  | Arraché     | Lasha Talakhadze (GEO) | 222 kg | Moscou, Russie     | 11 avril 2021     |
| Record du monde  | Épaulé-jeté | Lasha Talakhadze (GEO) | 264 kg | Pattaya, Thaïlande | 27 septembre 2019 |
| Record du monde  | Total       | Lasha Talakhadze (GEO) | 485 kg | Moscou, Russie     | 11 avril 2021     |
| Record olympique | Arraché     | Norme olympique        | 204 kg | –                  | 1er novembre 2018 |
| Record olympique | Épaulé-jeté | Norme olympique        | 264 kg | –                  | 1er novembre 2018 |
| Record olympique | Total       | Norme olympique        | 485 kg | –                  | 1er novembre 2018 |

Les records suivants ont été établis pendant la compétition :
| Arraché     | 223 kg | Lasha Talakhadze | WR |
| Épaulé-jeté | 265 kg | Lasha Talakhadze | WR |
| Total       | 488 kg | Lasha Talakhadze | WR |

## Programme
L'épreuve des plus de 109 kg se déroule sur une journée selon le programme suivant :
Tous les horaires correspondent à l'UTC+9
| Date                 | Horaire | Manche   |
| -------------------- | ------- | -------- |
| Mercredi 4 août 2021 | 13 h 50 | Groupe B |
| Mercredi 4 août 2021 | 19 h 50 | Groupe A |

## Médaillés
| Or               | Argent      | Bronze    |
| Lasha Talakhadze | Ali Davoudi | Man Asaad |

## Résultats
Lasha Talakhadze remporte l'épreuve.
| Rang | Athlète               | Nation           | Groupe | Poids                  | Arraché (kg)           | Arraché (kg)           | Arraché (kg)           | Arraché (kg)           | Épaulé-jeté (kg)       | Épaulé-jeté (kg)       | Épaulé-jeté (kg)       | Épaulé-jeté (kg)       | Total                  |
| Rang | Athlète               | Nation           | Groupe | Poids                  | 1                      | 2                      | 3                      | Résultat               | 1                      | 2                      | 3                      | Résultat               | Total                  |
| ---- | --------------------- | ---------------- | ------ | ---------------------- | ---------------------- | ---------------------- | ---------------------- | ---------------------- | ---------------------- | ---------------------- | ---------------------- | ---------------------- | ---------------------- |
| 1    | Lasha Talakhadze      | Géorgie          | A      | 177.00                 | 208                    | 215                    | 223                    | 223 WR                 | 245                    | 255                    | 265                    | 265 WR                 | 488 WR                 |
| 2    | Ali Davoudi           | Iran             | A      | 168.25                 | 191                    | 196                    | 200                    | 200                    | 234                    | 240                    | 241                    | 241                    | 441                    |
| 3    | Man Asaad             | Syrie            | A      | 147.55                 | 185                    | 190                    | 197                    | 190                    | 228                    | 234                    | 242                    | 234                    | 424                    |
| 4    | Hojamuhammet Toýçyýew | Turkménistan     | A      | 141.85                 | 184                    | 188                    | 190                    | 184                    | 230                    | 235                    | 241                    | 230                    | 414                    |
| 5    | David Liti            | Nouvelle-Zélande | A      | 176.55                 | 173                    | 178                    | 183                    | 178                    | 229                    | 236                    | 241                    | 236                    | 414                    |
| 6    | Enzo Kuworge          | Pays-Bas         | A      | 161.10                 | 175                    | 180                    | 180                    | 175                    | 225                    | 233                    | 234                    | 234                    | 409                    |
| 7    | Péter Nagy            | Hongrie          | B      | 160.30                 | 165                    | 173                    | 178                    | 178                    | 206                    | 214                    | 218                    | 218                    | 396                    |
| 8    | Marcos Ruiz           | Espagne          | B      | 109.90                 | 175                    | 180                    | 185                    | 180                    | 210                    | 215                    | 215                    | 215                    | 395                    |
| 9    | Caine Wilkes          | États-Unis       | B      | 151.15                 | 173                    | 178                    | 180                    | 173                    | 212                    | 217                    | 224                    | 217                    | 390                    |
| 10   | Sargis Martirosjan    | Autriche         | B      | 114.35                 | 175                    | 180                    | 180                    | 180                    | 190                    | 201                    | 205                    | 201                    | 381                    |
| 11   | David Litvinov        | Israël           | B      | 128.30                 | 176                    | 181                    | 181                    | 176                    | 205                    | 210                    | 210                    | 205                    | 381                    |
| 12   | Hsieh Yun-ting        | Taipei chinois   | B      | 126.05                 | 165                    | 172                    | 179                    | 172                    | 206                    | 206                    | 214                    | 206                    | 378                    |
| —    | Jiří Orság            | Tchéquie         | A      | 140.90                 | 175                    | 180                    | 184                    | 180                    | 232                    | 235                    | 235                    | —                      | —                      |
| —    | Walid Bidani          | Algérie          | A      | N'a pas pris le départ | N'a pas pris le départ | N'a pas pris le départ | N'a pas pris le départ | N'a pas pris le départ | N'a pas pris le départ | N'a pas pris le départ | N'a pas pris le départ | N'a pas pris le départ | N'a pas pris le départ |